# Pseudocheirus peregrinus
El falangero de cola anillada (Pseudocheirus peregrinus, griego para "mano falsa" y latín para "peregrino") es una especie de marsupial diprotodonto de la familia Pseudocheiridae propia de Australia. Es herbívoro y de hábitos nocturnos. Pesa entre 550 g y 1.100 g. Tiene pelo gris con partes blancas detrás de los ojos y generalmente un estómago de color crema. Tiene una larga cola prensil con una distintiva punta blanca de aproximadamente un 25% del tamaño total de la cola. Sus pies traseros son sindáctilos, lo que le facilita subir los árboles.

## Subespecies
Se reconocen las siguientes subespecies:
- Pseudocheirus peregrinus peregrinus
- Pseudocheirus peregrinus occidentalis
- Pseudocheirus peregrinus pulcher
- Pseudocheirus peregrinus convolutor